# La hermosa fea
La hermosa fea (1630-32) es una comedia atribuida al dramaturgo español Félix Lope de Vega.
la Edad Media, en el Ducado de Lorena, donde está de paso el príncipe Ricardo, quien al observar ocultamente a la bellísima y admirada duquesa Estela, se enamora de ella. Escucha Ricardo que la desdeñosa Estela, acostumbrada a verse asediada por pretendientes, se queja de que no le haya pagado visita al pasar por el ducado, así que el príncipe Ricardo decide preparar una estrategia para seducirla: por un lado, le hará creer que le pareció fea, para provocar su indignación; luego aparecerá ante ella con otro nombre, para intentar enamorarla. El enredo se desarrolla cuando Ricardo consigue que su criado, Julio, entre al servicio de Estela.

## Análisis
La hermosa fea responde al tema de la dama enamorada de su secretario, que comparte con otras obras de Lope como Las burlas de amor (1587-95), El mayordomo de la duquesa de Amalfi (1604-6), El secretario de sí mismo (1604-6), El perro del hortelano (hacia 1613) y Las burlas de veras (1623-26), así como con otras dos también atribuidas a Lope, El silencio agradecido (1598-1606) y Arminda celosa (1608-1615). 
Se trata de una comedia tardía en la producción lopesca en la cual, en un proceso progresivo de depuración, Lope redujo el número de personajes, regresando a un sencillo patrón inicial de dos damas, dos galanes y un criado.
La hermosa fea pudo servir de inspiración para El desdén, con el desdén, de Agustín Moreto, especialmente en el personaje protagonista femenino. Ambas, la Estela de Lope y la Diana de Moreto, son mujeres inconquistables y desdeñosas que acaban cediendo al amor que les inspiran sus contrapartes masculinas, Ricardo y Carlos respectivamente.

## Ediciones
La hermosa fea fue recogida en la Ventiquatro parte perfeta de las Comedias del fenix de España frey Lope Felix de Vega Carpio ... : sacadas de sus verdaderos originales ..., edición de Pedro Verges en Zaragoza, 1641. El comediógrafo español Tomás Luceño y Becerra realizó en 1923 una refundición de la obra.
Hay una versión italiana de la obra, titulada La bella brutta (1665), adaptada por la actriz italiana afincada en París Orsola Biacolelli. Como sucede con gran parte de las obras italianas que en el siglo XVII se inspiraron en el teatro áureo español, esta versión presenta grandes diferencias con el texto original, debidas tanto a cortes como amplificaciones explicativas.